# Forlimpopoli
Forlimpopoli (Frampùl en dialecte de la Romagne) est une ville de 12 749 habitants de la province de Forlì-Cesena, placé le long de la Via Emilia, à une dizaine de kilomètres à l'est de la capitale, Forlì.

## Géographie
La commune est située sur la Via Emilia (N9), entre Forlì et Cesena (8 km), dans une position favorable pour la communication entre les montagnes, les plaines et la mer Adriatique, et à 10 km de l’entrée de l’autoroute de l'Adriatique A14 (Bologne-Tarente) et à 8 km de l’entrée sur l’autoroute E45 (Ravenne-Rome).

## Toponymie
Le nom de Forlimpopoli est d’origine Romaine (Forum Popilia) et dérive très probablement du nom du consul Publius Popillius Laenas, qui a fondé la ville en -132.

## Histoire
Le territoire de Forlimpopoli est habité depuis le paléolithique inférieur, comme en témoignent plusieurs objets en silex trouvés ces dernières années ; il s’agit de silex taillés, semblables à ceux du site du Mont Poggiolo (Forlì) et produit par des individus appartenant au groupe des Homo erectus, il y a environ 700 000 ans.
Aux temps préhistoriques, le territoire était habité par des populations de l’Âge du bronze et ensuite par les ombriens, descendus des Apennins et des Gaulois venus de la plaine du Pô.
Sur le territoire, des traces visibles de trois Centuriations successives, montrent le travail de réhabilitation des terres et la colonisation de la plaine par les Romains, dont la via Emilia représente un axe essentiel de la trame urbaine entre les villes romaines.
Au Ier siècle av. J.-C., Forum Popili devient un municipe au centre d'un vaste territoire bordant ceux de Caesena, Forum Livii, Mevaniola et Sarsina et les premiers siècles de l'Empire ont enregistré un fort développement économique, grâce aux activités agricoles et à la présence de fours produisant des amphores de forme particulière, qui fournissaient plusieurs ports de la Méditerranée. L’essor était aussi favorisé par la proximité du port de Ravenne, d'où proviennent les marchandises et les idées de l'Est, comme en témoigne la découverte d'une plaque datée du Ier siècle et dédiée à Fullonica Tertulla, prêtresse d'Isis.
Dès le IIIe siècle, commença le déclin économique de la ville, qui a duré tout au long du Moyen Âge et pendant lequel, la plaine étant submergée par les inondations, les grandes surfaces cultivées ont été abandonnées par les agriculteurs.
Au VIIe siècle, comme l'écrit Paul Diacre, Forlimpopoli a été dévastée par le roi lombard  Grimoald Ier de Bénévent et au siècle suivant, il passa sous la domination de l'Église.
Au  XIIIe siècle, la ville tomba sous l'influence de la famille Ordelaffi qui, de Forlì, tentait d'étendre son influence sur la Romagne.
L'action des Ordelaffi rencontra l'opposition de l'Église qui regagna le territoire grâce à l’action énergique du cardinal Egidio Albornoz qui, en 1361, ordonna la destruction de Forlimpopoli restée fidèle aux seigneurs de  Forlì.
Dix ans après, un document de l'ancienne cité nous dit qu'il n'y avait pratiquement plus rien, l'évêché fut transféré à Bertinoro et, sur le lieu de la cathédrale, a été construite une forteresse appelée Salvaterra, la Rocca actuelle.

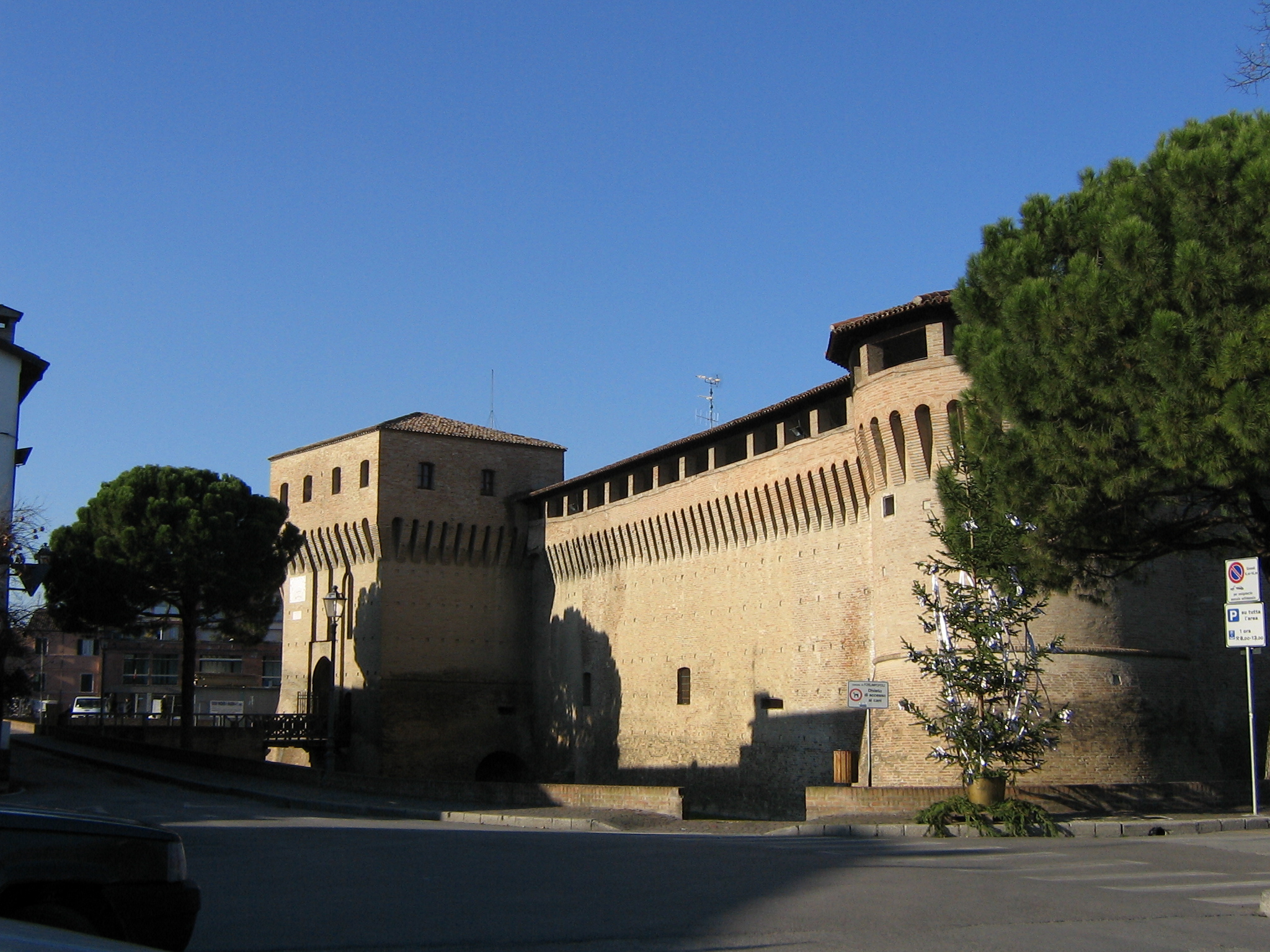
La Rocca Albornoz.

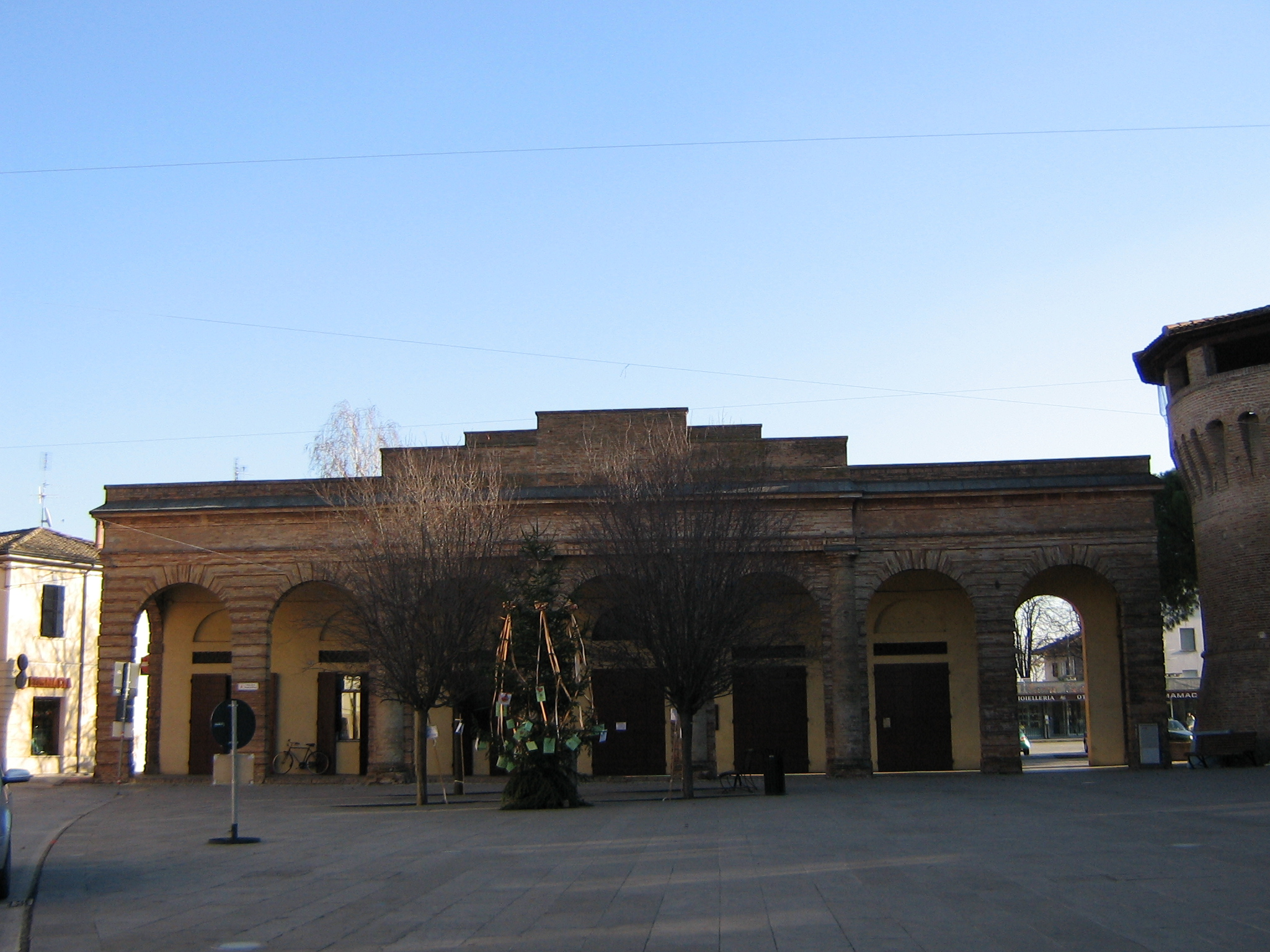
La Porta.

Quelques années après Sinibaldo I Ordelaffi, fit la paix avec l'Église, reconstruisit Forlimpopoli, avec la construction de murs de la ville.
Dans les XVe et XVIe siècles, Forlimpopoli fut détenue par plusieurs maîtres, notamment Catherine Sforza et Cesar Borgia.
Après la période napoléonienne, Forlimpopoli retourna sous le gouvernement pontifical. Au cours du Risorgimento, la ville a activement participé à des marches de libération, en particulier celles de 1831.
En 1851, elle a été pillée par la bande notoire de Stefano Pelloni, appelé le il Passatore, parmi les victimes de vol qualifié, le père de Pellegrino Artusi, auteur littéraire de La Science en cuisine et l'Art de bien manger.
À la fin du  XIXe siècle, fut créée une école d’enseignants où a étudié et obtenu un diplôme (en 1901), le jeune Benito Mussolini. Au cours de la Seconde Guerre mondiale Forlimpopoli a été gravement endommagée par le passage du front et plusieurs de ses habitants ont participé à la Résistance, jusqu'à la libération de la ville le 25 octobre 1944.

## Monuments
La magnifique Rocca Albornoz, la forteresse sur la place principale, construite au siècle milieu du XIVe siècle, sur les ruines de la cathédrale, à l'origine appelée par le surnom de Salvaterra. La forteresse abrite toujours la mairie et au sous-sol se trouvent les salles du Musée de la préservation des silex taillés et des vestiges paléolithiques, romains (mosaïques et amphores), médiévaux de la fin du Moyen Âge.
Divers sanctuaires et églises existent également.

## Économie
Basé sur un artisanat fervent qui profite de la proximité des grandes industries de la ville voisine de Forli et de la fertilité du pays, se distingue, entre autres, la culture de la pêche et de la betterave.

## Culture
Dans la forteresse, un auditorium et un centre culturel polyvalent abrite, entre autres, l'école de musique populaire de Forlimpopoli (« Scuola di musica popolare »).
L'école, fondée par l'administration municipale en 1986, fonctionne aujourd'hui comme une association culturelle des enseignants et des étudiants, dont le principal objectif est l'enseignement de la musique traditionnelle et folklorique de la région et du monde.
Scuola di Musica Popolare

## Événements
- Buonanotte Suonatori - la Fête de l'école de musique populaire : elle se déroule normalement entre la première et la deuxième semaine de juin., structurée comme un festival de rue, qui occupe les espaces de la forteresse et la Piazza Garibaldi.
- Le festival traditionnel du carnaval (« Segavecchia ») : il a lieu chaque année au cours de la période de Carême et qui dure une semaine, caractère typique de la fête de pays avec des stands vendant des bonbons, des noix, des feux d'artifice et la parade de chars préparés par des fractions de Forlimpopoli.
- La Festa Artusiana, en juin, qui met en évidence l'aspect typique de la culture et les traditions gastronomiques de la ville qui a donné naissance à Pellegrino Artusi.
- Festival Didjin'Oz, consacré à la musique et la culture des Aborigènes d'Australie, il a lieu habituellement au début de juillet et est devenu, au fil des années, la référence la plus importante de ce secteur en Italie. Festival Didjin'Oz
- La fête de la musique folk (« Festival di musica popolare »), qui a tenu sa quinzième édition en 2009, est devenue un événement traditionnel dans le panorama de l'été, à travers un parcours composé de concerts, de spectacles sur scène et qui permet d'analyser l'évolution de la tradition de la musique, de leurs origines à nos musiciens d'aujourd'hui.
- Un de int la Roca ad Frampùl (« Un jour dans la forteresse de Forlimpopoli »), le deuxième week-end de septembre. C'est l'évocation d’un épisode historique, organisée par des groupes folkloriques. Pendant les jours de fête, un pas en arrière dans le temps, propose des marchés médiévaux, des jeux, des jongleurs et des cracheurs de feu, des duels, des lancers de drapeaux et des tambours.

## Personnalités
- Muzio Artesina (XIVe siècle), glorieux chef et célèbre soldat de fortune[Quoi ?] et condottiere.
- Armuzzi Italien (XVe siècle)
- Antonello Armuzzi (XVe siècle)
- Brunoro Zampeschi I (1465-1525), seigneur et maître de Forlimpopoli.
- Antonello Zampeschi (XVIe siècle)
- Brunoro Zampeschi II (1540-1578) qui a poursuivi la profession de ses ancêtres au service du pape, puis du duc de Savoie et du roi de France qui le fit chevalier de l'ordre de Saint-Michel, le duc d'Urbino et de la république de Venise.
- Matthew Vecchiazzani (1598-1674)
- Don Marco Uccellini (1610[?]-1680), compositeur et violoniste, qui a été au service du duché de Modène et du duché de Parme.
- Filippo Maria Albertino Bellenghi (1758-1839)
- Napoléon Salaga (1810-1884), fut parmi les premiers médecins à pratiquer l'homéopathie.
- Carlo Ghinozzi (1811-1878)
- Pellegrino Artusi (1820-1911), auteur de La Science de la cuisine et l'Art de bien manger, père de l'art culinaire national.
- Emilio Rosetti (1839-1908), fondateur de l'université de Buenos Aires, faculté de mathématiques physiques et sciences naturelles.
- Antonio Stanghellini (1931-1964), physicien, chercheur et savant de renommée mondiale.
- Andrea Dovizioso, pilote Moto GP, coureur du Grand Prix moto.
- Daniel Hackett (19 décembre 1987), joueur de basket-ball de l’équipe nationale d'Italie de basket-ball.

## Administration

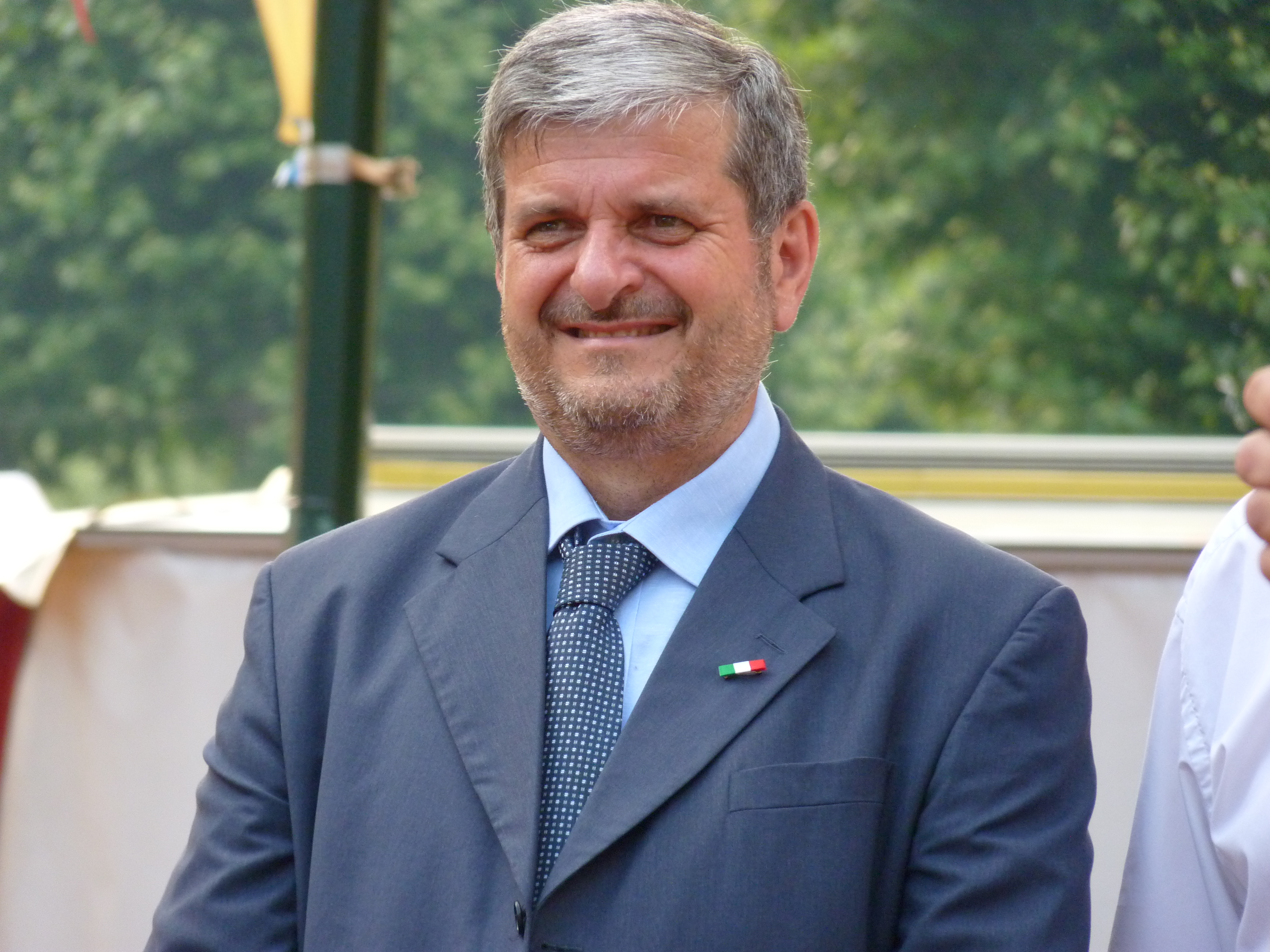
Paolo Zoffoli, maire de Forlimpopoli de 2004 à 2014.

| Période                                  | Période  | Identité            | Étiquette                              | Qualité |
| ---------------------------------------- | -------- | ------------------- | -------------------------------------- | ------- |
| 1995                                     | 2004     | Maurizio Castagnoli | Démocrates de gauche / Parti démocrate |         |
| 2004                                     | 2014     | Paolo Zoffoli       | Démocrates de gauche / Parti démocrate |         |
| 2014                                     | 2019     | Mauro Grandini      | Parti démocrate                        |         |
| 2019                                     | En cours | Milena Garavini     | Parti démocrate                        |         |
| Les données manquantes sont à compléter. |          |                     |                                        |         |

### Hameaux
Sant'Andrea in Rossano, Selbagnone, San Leonardo in Schiova, San Pietro ai Prati

### Cités voisines
Forlì (8 km), Cesena (8 km), Bertinoro (6 km), Ravenne (35 km), Cervia et Cesenatico (25 km).

## Population

### Évolution de la population en janvier de chaque année
| 1861  | 1901  | 1921  | 1951  | 1961  | 1971   | 1981   | 1991   | 2001   |
| ----- | ----- | ----- | ----- | ----- | ------ | ------ | ------ | ------ |
| 5 039 | 5 795 | 6 187 | 7 324 | 8 525 | 10 229 | 11 173 | 11 343 | 11 442 |

| 2011   | - | - | - | - | - | - | - | - |
| ------ | - | - | - | - | - | - | - | - |
| 13 063 | - | - | - | - | - | - | - | - |

### Ethnies et minorités étrangères
Selon les données de l’Institut national de statistique (ISTAT) au 1er janvier 2011 la population étrangère résidente était de 1 098 personnes.
Les nationalités majoritairement représentatives étaient :
| Pos. | Pays     | Population |
| ---- | -------- | ---------- |
| 1    | Albanie  | 227        |
| 2    | Roumanie | 199        |
| 3    | Maroc    | 145        |

## Jumelage
Villeneuve-Loubet (France).

## Sources
- (it) Cet article est partiellement ou en totalité issu de l’article de Wikipédia en italien intitulé « Forlimpopoli » (voir la liste des auteurs).